# Quercus consimilis
Quercus consimilis — викопний вид дуба. Датується еоценом. Знайдено кілька колекцій у Вайомінгу й Орегоні.